# Astaffort
Astaffort [astafɔʁ] ist eine Gemeinde mit 2.002 Einwohnern (Stand 1. Januar 2022) im Département Lot-et-Garonne in der Region Nouvelle-Aquitaine in Frankreich. Sie gehört zum Kanton Le Sud-Est Agenais und liegt an der Grenze zur Region Okzitanien.

## Lage

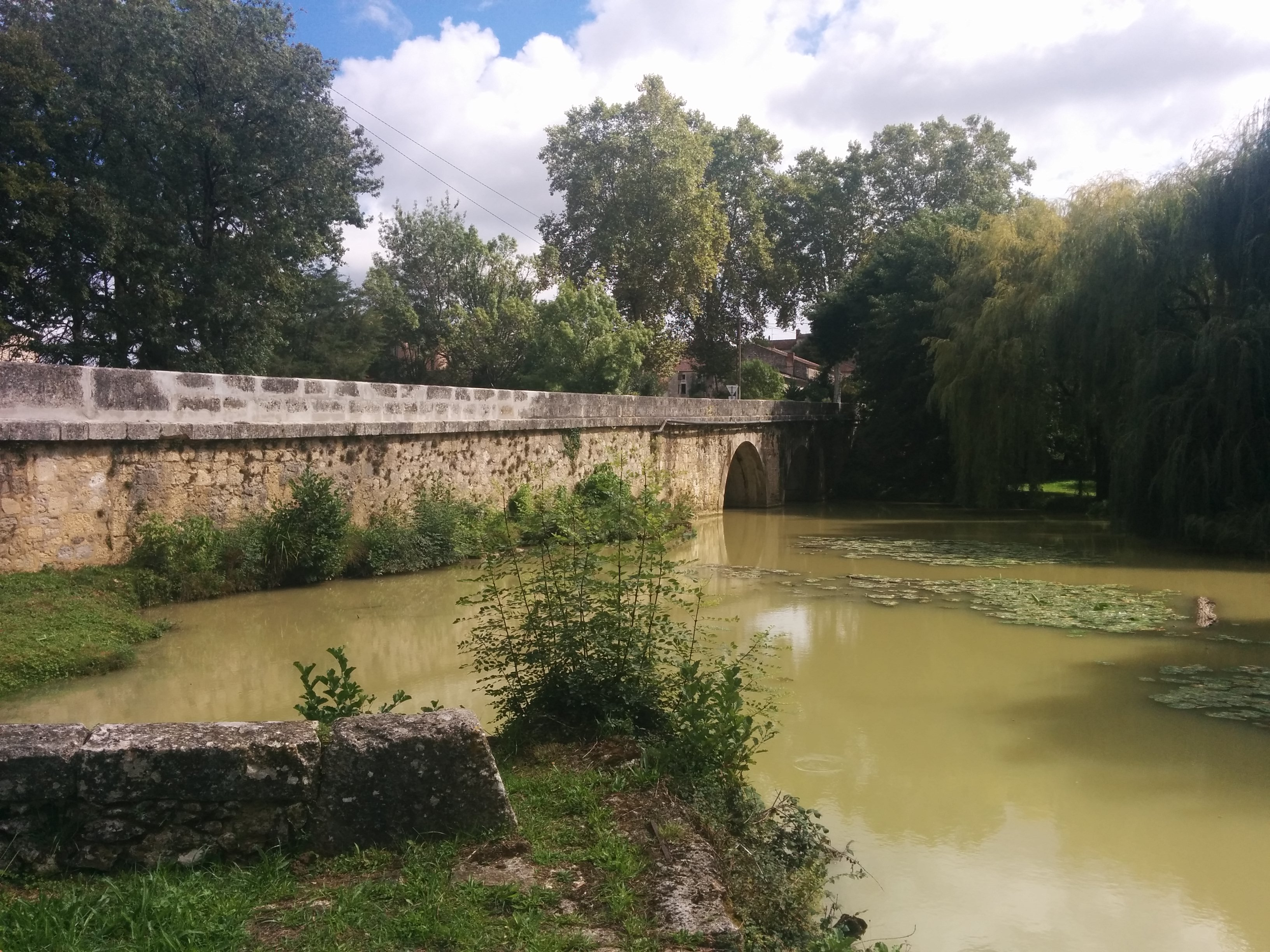
Brücke der N 21 über den Gers

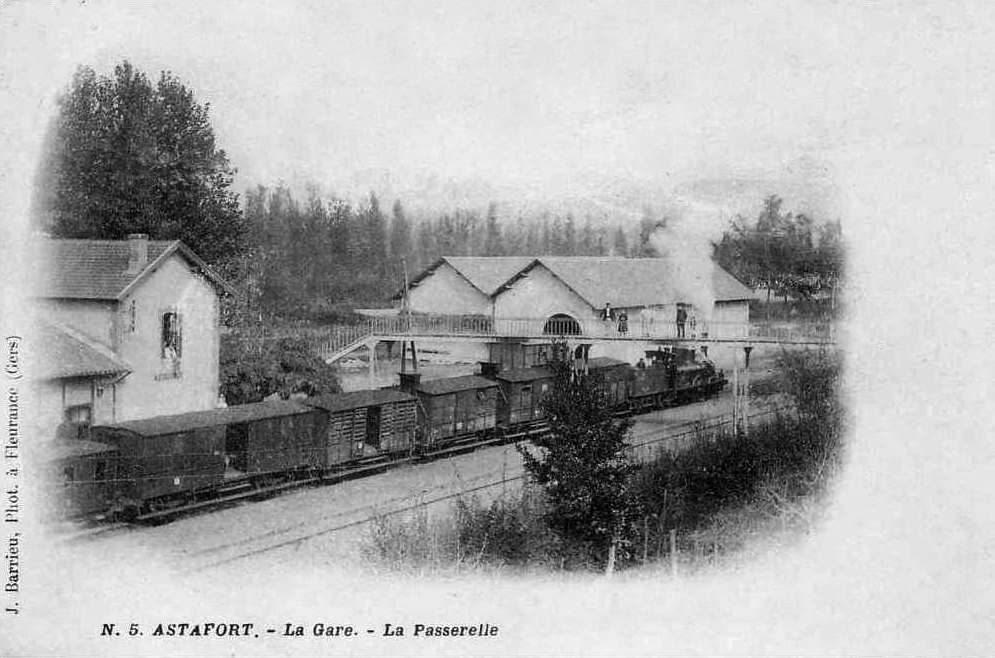
Bahnhof im frühen 20. Jahrhundert

Der Ort liegt in der Landschaft Brulhois am Unterlauf des Flusses Gers. Im südöstlichen Gemeindegebiet entspringt das Flüsschen Estressol, das direkt zur Garonne entwässert.

## Bevölkerungsentwicklung
| Jahr      | 1962 | 1968 | 1975 | 1982 | 1990 | 1999 | 2007 | 2018 |
| --------- | ---- | ---- | ---- | ---- | ---- | ---- | ---- | ---- |
| Einwohner | 1792 | 1740 | 1802 | 1835 | 1828 | 1880 | 2002 | 2044 |

## Sehenswürdigkeiten

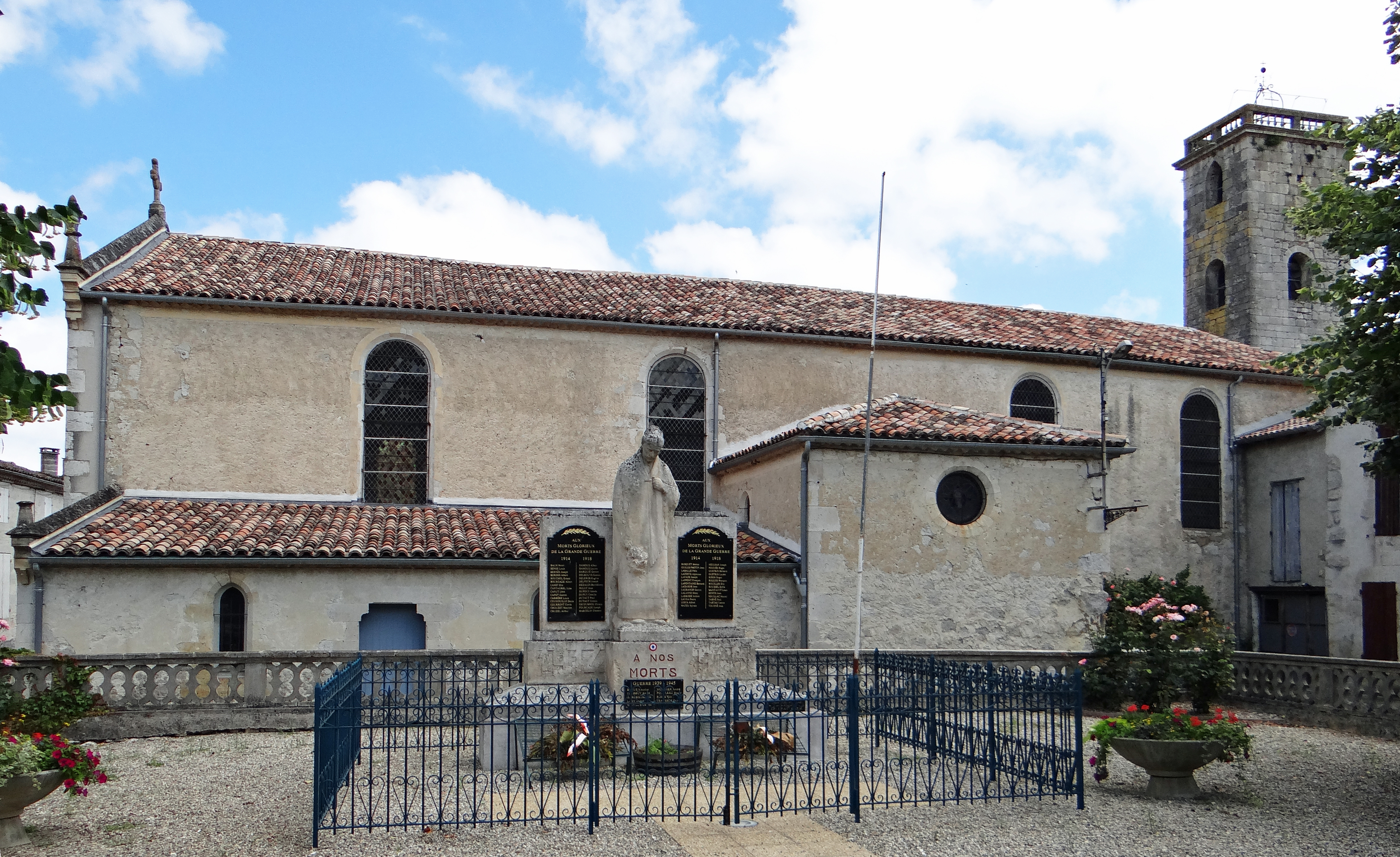
Gefallenendenkmal an der Kirche Sainte-Geneviève

- Kirche Sainte-Geneviève (14. / 17. Jahrhundert)

## Verkehr
Beim Bau der Bahnstrecke Bon-Encontre–Vic-en-Bigorre durch die Compagnie des chemins de fer du Midi erhielt Astaffort im Jahr 1865 eine Bahnstation. 1970 wurde der Bahnhof für den Reiseverkehr geschlossen.
Astaffort liegt an der Nationalstraße N 21 und den Departementsstraßen D 15, D 114 und D 130. Die nächste Autobahn Autobahn-Anschlussstelle befindet sich im Süden der Stadt Agen an der A 62.

## Persönlichkeiten
- Der Sänger und Komponist Francis Cabrel (geb. 1953) lebt in Astaffort. Von 1989 bis 2001 war er Mitglied des Gemeinderats.[1]